# Le Temple-de-Bretagne
 Le Temple-de-Bretagne  es una población y comuna francesa, situada en la región de Países del Loira, departamento de Loira Atlántico, en el distrito de Nantes y cantón de Saint-Étienne-de-Montluc.

## Demografía
| 539 | 519 | 612 | 1009 | 1420 | 1557 |
| Para los censos de 1962 a 1999 la población legal corresponde a la población sin duplicidades (Fuente: INSEE [Consultar]) |     |     |      |      |      |